# 南四國
南四國指的是四国4縣中的德島縣與高知縣的統稱。與北四國相對，香川縣與愛媛縣被稱為北四國。
南四國與對岸的中国地方交往密切，而德島縣則與對岸的近畿地方交流較多。而高知縣之間有四国山地隔開，交流反而較少。